# Aeroport de Groningen-Eelde

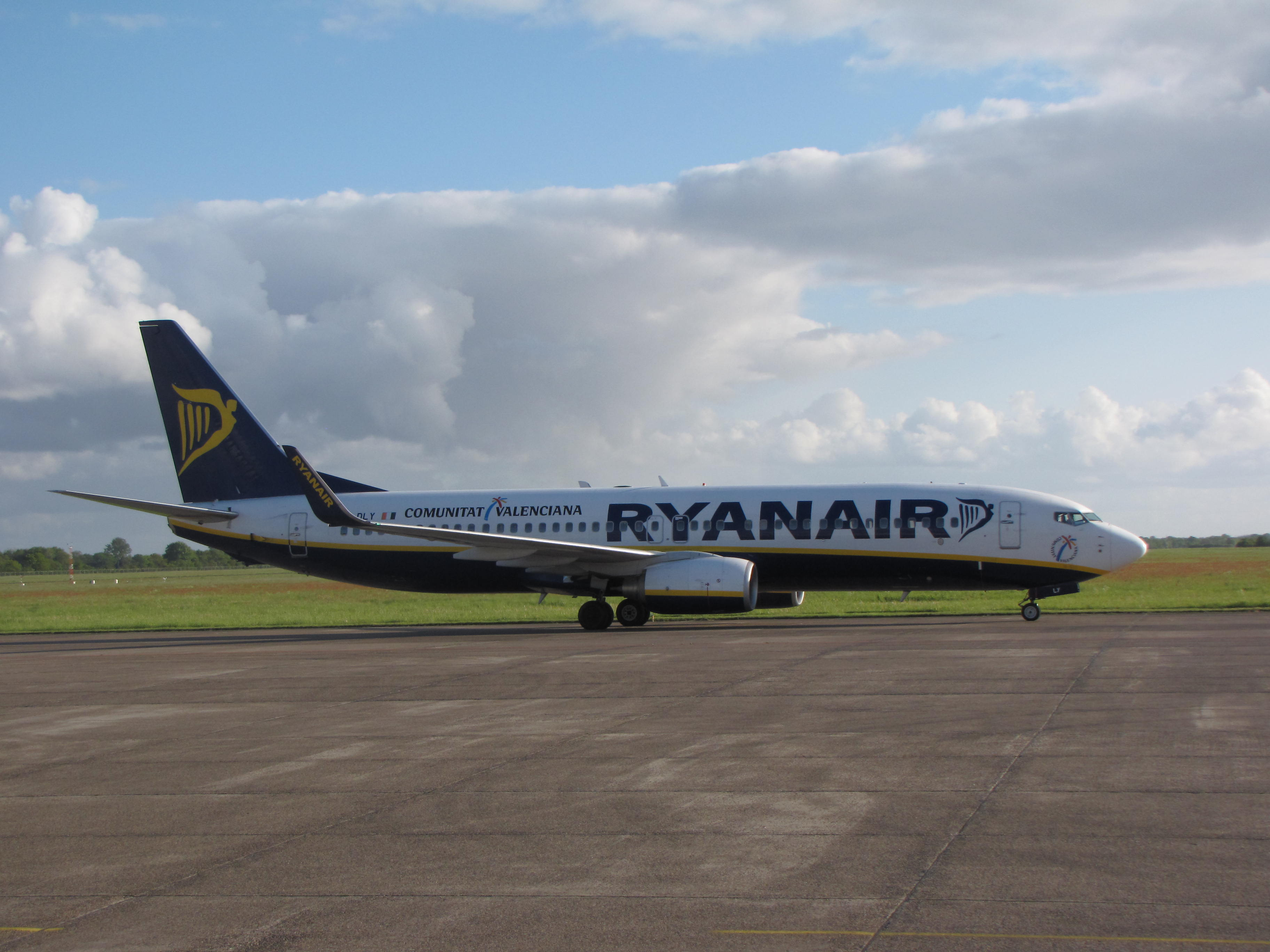
Boeing 737-800 de Ryanair a l'aeroport

L'Aeroport de Groningen-Eelde (codi IATA: GRQ, codi OACI: EHGG) és un aeroport civil prop de Eelde, un poble a la província Drenthe dels Països Baixos, a 8 km al sud de Groningen.
Encara que hi ha un únic vol regular de passatgers a Groningen, l'aeroport és principalment utilitzat per vols xàrter a destinacions estiuenques a Grècia, Portugal, Espanya i Turquia. En 2022, l'aeroport va atendre a 99.592 passatgers. L'aeroport és també base de l'Acadèmia de Vol de KLM.
L'aeroport compta amb dues pistes d'asfalt pavimentades. La pista d'aterratge 05/23 té unes mesures de 2.500 m × 45 m (8.202 peus x 148 peus), que recentment s'ha ampliat de 1.800 metres a 2.500 metres. La pista 01/19 és més curta, mesura 1.500 m × 45 m (4.921 peus × 148 peus) i no s'utilitza des del 2017.